# Fasciola
Fasciola (lateinisch für ‚Bändchen‘) ist eine Gattung der Saugwürmer. Fasciola ist die Typusgattung der Familie Fasciolidae, Typusexemplar ist der Große Leberegel (Fasciola hepatica).

## Merkmale
Der Körper ist abgeflacht, gewöhnlich blattartig, aber auch oval oder länglich und am hinteren Ende zugespitzt. Das Tegument ist mit kleinen Stacheln bedeckt. Ein Apikalkonus, das konische Vorderende, ist gewöhnlich vorhanden und deutlich erkennbar, an seiner Basis liegt der Bauchsaugnapf. Der Cirrusbeutel liegt anterodorsal zum Bauchsaugnapf und erstreckt sich nicht nach hinten über diesen hinaus. Die in der mittleren Körperregion verzweigten Hoden liegen in Reihe und das Ovar üblicherweise rechts, unterhalb der Mitte. Die Mehlis-Drüse liegt mehr oder weniger in der Mitte. Der Uterus ist relativ kurz und rosettenähnlich.

## Lebenszyklus
Aus den über den Kot abgegebenen Eiern schlüpfen die Wimpernlarven, welche Süßwasserschnecken befallen. In den Schnecken findet die weitere Entwicklung bis zu den Schwanzlarven statt, welche die Schnecke verlassen und sich an Pflanzen anlagern und dort unter Verlust ihres Schwanzes enzystieren. Die Infektion des Endwirts erfolgt über die Aufnahme von Pflanzen mit anhaftenden Metazerkarien.

## Systematik
Die Gattung enthält nach P. D. Olson vier Arten:
- Großer Leberegel (F. hepatica)
- Riesenleberegel (F. gigantica)
- Fasciola spp. (Japanischer Stamm)
- Fasciola jacksoni

F. jacksoni wurde 1869 von Thomas Spencer Cobbold wegen der ebenfalls vorhandenen baumartigen gastrischen Kanäle in die Gattung eingeführt. Molekularbiologische Untersuchungen legen nahe, dass diese Art als Fascioloides jacksoni eher der Gattung Fascioloides zuzuordnen ist, die ebenfalls diesen Aufbau des Verdauungssystems zeigt.

## Medizinische Bedeutung
Der Große und der Riesenleberegel befallen vor allem Wiederkäuer, aber auch Infektionen des Menschen treten auf. Während die ursprünglich europäische Art F. hepatica durch Viehexporte mittlerweile weltweit verbreitet ist, kommt F. gigantica nur in Afrika und Asien vor. Beide besiedeln das Gallengangsystem der Leber und verursachen die Fasziolose. Sie ist die wirtschaftlich bedeutendste Saugwurm-Infektion, in Mitteleuropa durch Bekämpfungsmaßnahmen aber selten geworden.
Der Endwirt von F. jacksoni ist der Asiatische Elefant, bei dem ebenfalls Leber, selten auch andere Organe befallen werden.